# Oncocnemis persica
Oncocnemis persica är en fjärilsart som beskrevs av Ebert 1978. Oncocnemis persica ingår i släktet Oncocnemis och familjen nattflyn. Inga underarter finns listade i Catalogue of Life.